# Arturo Robles Aguilar
Arturo Robles Aguilar (Pabellón de Arteaga, Aguascalientes; 15 de diciembre de 1956) es un político mexicano miembro del Partido Revolucionario Institucional, ha sido diputado federal por el I Distrito Electoral Federal de Aguascalientes en la LIX Legislatura y Presidente Municipal de Pabellón de Arteaga.
Es Ingeniero Agrónomo Fitotecnista por la Universidad Autónoma Chapingo, Estado de México (1975-1980), con especialidad en Horticultura en la Universidad de Pisa, Italia (1985-1986), diplomado en Administración Pública en el ITESM (2000) y diplomado en Administración Pública en el ITAM (2000-2001) y realizó un diplomado en políticas públicas en el CIDE (2015).

## Cargos
Trayectoria Política: secretario del senador Fernando Palomino Topete (1994-1998).
Cargos de Elección: presidente municipal de Pabellón de Arteaga, Aguascalientes (1999-2001), diputado federal (2003-2006) y diputado local (2011-2013).
Cargos Administrativos: en la Secretaría de Agricultura y Recursos Hidráulicos (SARH), Distrito de Desarrollo Rural Pabellón en Aguascalientes, los siguientes cargos: Coordinador Distrital de Operación Agrícola (1986 a la fecha). Profesional Especialista de Apoyo a la Producción en el Área Hortícola (1984-1986). Jefe de Área de Riego y Desarrollo (1982-1984). Extensionista agrícola (1980-1981).
Otros Cargos: Profesor de Edafología y Fisiología Vegetal en el Bachillerato Tecnológico Agropecuario n.º 103 en Cosío, Aguascalientes (1981-1982).